# Arauca (Arauca)
Arauca, cuyo nombre virreinal es Villa de Santa Bárbara de Arauca, es un municipio colombiano, capital del departamento de Arauca. Está localizado sobre el margen sur del río Arauca. Limita con Venezuela al norte, con la cual está conectada mediante el Puente Internacional José Antonio Páez y se comunica por vía terrestre hacia el centro de Colombia mediante la Ruta de los Libertadores, que une a las ciudades de Caracas y Bogotá.

## Toponimia
Existen varias versiones sobre el origen de su nombre; este podría derivar del nombre de una de las etnias indígenas que habitaban estas regiones, los Arawak o Arahuacos, o del nombre de un ave llanera llamada «Arauco».

## Límites municipales
El municipio tiene una extensión de 5751 km². Su Cabecera municipal se ubica en la margen sur del río Arauca.

El municipio de Arauca limita con los siguientes municipios:
|                         | Norte: Venezuela |                 |
| Oeste: Arauquita        |                  | Este: Venezuela |
| Suroeste: Puerto Rondón | Sur: Cravo Norte |                 |

## Vías de comunicación
- Terrestres:

Los principales medios de transporte urbano son las busetas  (o colectivos) y los taxis. Igualmente, la ciudad cuenta con una terminal de transporte. La capital araucana dispone de dos vías principales: La primera la comunica con Venezuela (a través de San Cristóbal), y la segunda la conecta con Yopal, Norte de Santander y Bogotá.
- Aéreos:

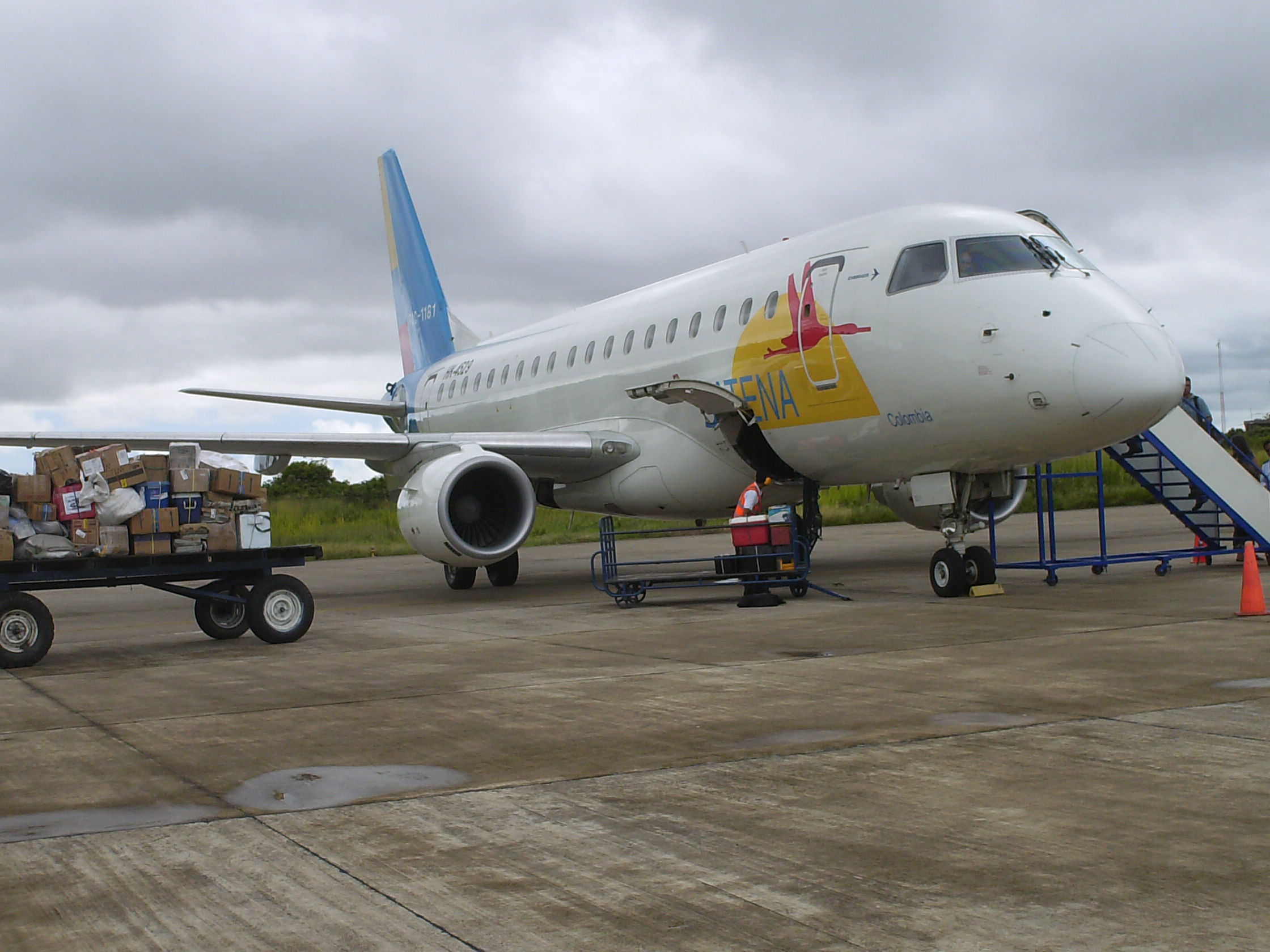
Avión de Satena E-170, durante el abordaje en el Aeropuerto Santiago Pérez Quiroz.

Arauca cuenta con el Aeropuerto Santiago Pérez Quiroz. La operación comercial está a cargo de la aerolínea estatal Satena y la aerolínea de bajo costo Clic Air.
Actualmente Clic Air tiene la ruta Arauca-Bucaramanga, Arauca - Cúcuta y Arauca - Bogotá; por otro lado, Satena realiza la ruta Arauca-Bogotá.
En forma indirecta también se cuenta con el Aeropuerto General Juan Vicente Gómez del vecino municipio Venezolano de San Antonio del Táchira, el cual es usado regularmente por los araucanos para viajar a Venezuela; este tiene ruta a la ciudad de Caracas.
Avianca comenzará a operar la ruta Bogotá-Arauca-Bogotá en diciembre de 2024 con los aviones Airbus A320, conectando ambas ciudades con vuelos directos, y una frecuencia semanal de 4 rutas semanales. Esta nueva ruta ampliará las opciones de transporte aéreo en la región, facilitando los viajes de negocios y turismo en Arauca.   
- Fluviales:

Existen dos tipos de puntos de tráfico fluvial en Arauca, uno de uso especial, y el otro de conexión hacia el país vecino Venezuela.
- Puerto Armada Nacional, calado de 3 a 5 metros, uso especial.
- Paso de las Canoas, cuyo punto de llegada era el malecón turístico, recientemente olvidado por las tensiones políticas en ambos países y la crisis humanitaria que se vive desde el 2015.

## División Político-Administrativa
La Cabecera municipal Santa Bárbara de Arauca se encuentra dividido en las siguientes comunas:

### Corregimientos
Arauca tiene bajo su jurisdicción varios centros poblados, que en conjunto con otras veredas, constituye los siguientes corregimientos:
| Corregimiento    | Centros Poblados         | Veredas |
| Cañas Bravas     |                          | Salto de Lipa, Selvas de Lipa, La Comunidad, La Conquista, Manantiales, San José de Lipa, La Pastora.                               |
| Caracol          | - El Caracol             | Cabuyare, Feliciano, La Panchera, El Vapor, Maporita, Barranca Amarilla, Punto Fijo, Bogotá.                                        |
| Maporillal       |                          | La Bendición, El Socorro, Las Monas, Maporillal, Las Plumas, Matal de Flor Amarillo, Cinaruco.                                      |
| Santa Bárbara    | - Manhattan - Monserrate | Clarinetero, La Saya, Los Caballos, Mata de Gallina, La Payara, El Torno, Mate Piña, Arrecifes, Bocas de Arauca, Barracón, Rosario. |
| Todos Los Santos | - Las Nubes              | Caño Limón, El Sinaí, Altamira, Becerra, El Final, Todos Los Santos.                                                                |

## Historia
Antes de 1780, la ubicación actual de Arauca estaba ocupada por un caserío indígena Arawak. Es el 4 de diciembre de 1780 que desde Barinas (Venezuela) llega el presbítero jesuita Juan Isidro Daboín, quien se establece y construye la primera parroquia (cerca a la actual catedral) y se le da al pueblo el nombre de Villa de Santa Bárbara de Arauca.

Durante la guerra de Independencia de Colombia la ciudad se convierte en una zona de tránsito militar y reclutamiento para las filas del ejército de Simón Bolívar, llegando a ser capital de la República de la Nueva Granada por cuatro meses. Históricamente perteneció a la Provincia de Casanare y en 1866, cuando se establecieron los Estados Unidos de Colombia, pasó a pertenecer al Estado Soberano de Boyacá (Departamento de Boyacá a partir de 1886).

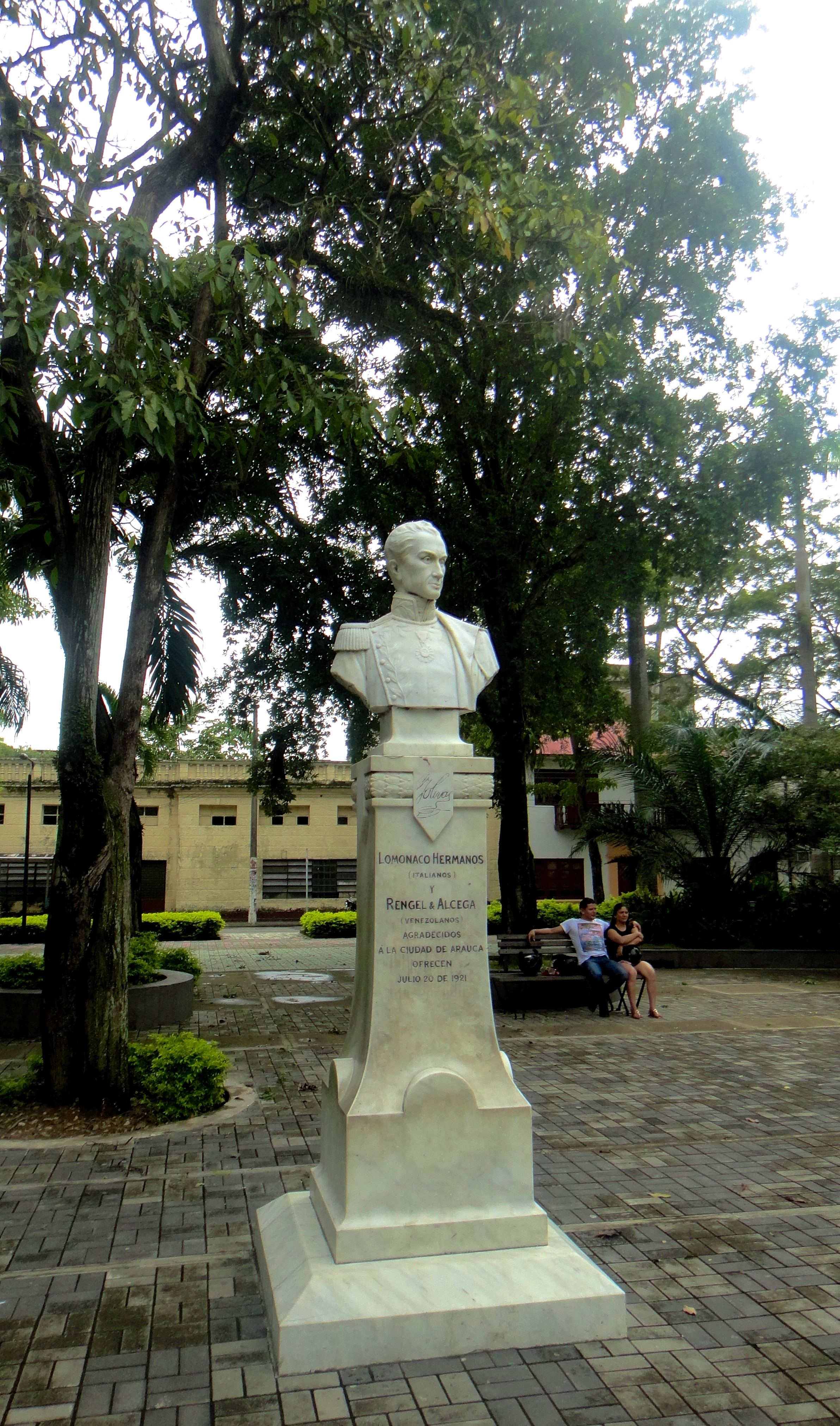
Monumento a Simón Bolívar.

En 1899 la ciudad fue ocupada militarmente por los Estados Unidos de Venezuela, con el apoyo de los liberales, en el marco de la guerra de los Mil Días. A principios del siglo XX Antonio Laverde se levanta contra el gobierno conservador de Boyacá, con el objetivo de separar a Arauca de Boyacá; sin embargo, es derrotado y se exilia en Venezuela. En 1911, con la creación de la Comisaría de Arauca, Arauca se erige como corregimiento por ley, y el mismo año se crea la Prefectura Apostólica, siendo su primer titular el obispo francés Monseñor Émile Larqueré.
En 1916 la rebelión de Humberto Gómez y Arévalo Cedeño proclamó la Independencia de la región bajo el nombre de República de Arauca. El 30 de diciembre de 1916 tomaron el poder tras capturar el cuartel de la Guardia Nacional y derrocar el gobierno: «como resultado de ese ataque murieron el comisario especial, General Esteban Escallón y el Coronel Pedro Ramírez con ocho de sus compañeros. Gómez y sus subalternos quemaron los archivos de la comisaría especial, juzgado del circuito y Alcaldía; se robaron más de dos mil pesos de la aduana y administración de la hacienda; robaron también ganado vacuno, bestias y dinero en no despreciable cantidad, a cuantas personas pudientes hallaron; incendiaron el pueblo de El Viento y algunas casas de fundaciones aisladas de los poblados; a un honrado ciudadano que se negó a entregarles determinada suma de dinero le amarraron una soga al cuello y lo colgaron a un palo, atándolo después a la cola de un caballo. En el incendio de El Viento, aparte de las casas que se quemaron, quedó reducido a cenizas a un almacén que contenía valiosas existencias». La rebelión es aplastada en febrero de 1917 y, como consecuencia de esta, el corregimiento de El Viento es anexado por Venezuela.
Durante La Violencia fue centro de apoyo de las guerrillas liberales de Guadalupe Salcedo y en 1955 en esta ciudad se reúnen los rebeldes liberales con el gobierno del General Gustavo Rojas Pinilla. Este mismo año, la Comisaría de Arauca se eleva a la categoría de Intendencia, siendo cabezas visibles los mayores Alfonso Lamus y César Ferro Duque. En 1959, Arauca se erige como municipio, siendo su primer alcalde Alberto Pérez Delgado.
Durante el conflicto armado interno de Colombia se vio constantemente marcada por la presencia de grupos guerrilleros como el Ejército de Liberación Nacional (ELN) y las Fuerzas Armadas Revolucionarias de Colombia (FARC). En 1970 la Prefectura Apostólica de Arauca se eleva a la categoría de Vicariato Apostólico, siendo su primer titular obispo Monseñor Jesús Emilio Jaramillo. Durante la década de 1980 se vio beneficiada por el boom petrolero de Arauca, gracias al descubrimiento del pozo petrolero de Caño Limón en el área rural del municipio, lo cual impulsó el crecimiento de la población, que pasó de 14.000 a 30.000 habitantes en menos de siete años.
En 1988 se celebran las primeras elecciones municipales directas y Julio Enrique Acosta Bernal es elegido como el primer alcalde por voto popular del municipio tras derrotar al abogado Manuel José Caroprese Méndez. Durante esta primera administración se destaca la construcción de la villa olímpica, compuesta por el Estadio Municipal Julio Acosta Bernal, el velódromo Miguel Ángel Bermúdez y la manga de coleo Chapín Bello. Le sucede como alcalde José Gregorio González Cisneros, bajo cuya administración se construyó el dique perimetral y el alcantarillado municipal. En las elecciones de 1993 resulta elegido alcalde Ricardo Alvarado Bestene, bajo cuyo gobierno se construyó el Centro Administrativo Municipal "El Arauco".

## Economía

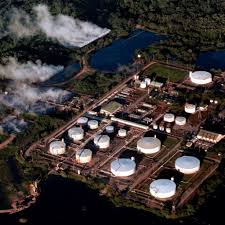
Complejo petrolero Caño Limón.

La ciudad se destaca por el comercio binacional, el petróleo y ganadería. Su localización en la zona limítrofe entre Colombia y Venezuela ha permitido que existan fuertes vínculos con los estados Apure y Táchira.
También su economía depende de la ganadería, que por tradición se ha implementado desde la colonización de estas tierras; otra fuente importante de ingreso es la explotación de hidrocarburos en diferentes campos petroleros ubicados en diferentes municipios del departamento, siendo Caño Limón quizás el más importante, el cual, al inicio de su explotación en 1985, evitó que Colombia pasara por la enfermedad neerlandesa. Este campo petrolero opera en sociedad conjunta de Ecopetrol y la OXY actualmente Sierracol Energy USA.
La Vereda Las Nubes es el principal sector de producción agrícola del municipio, se cultivan principalmente Plátano y Cacao.

## Geografía

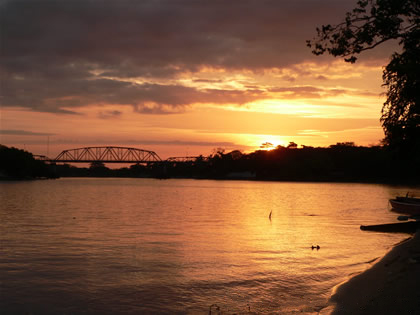
río Arauca

### Fauna y flora
En los llanos de Colombia y Venezuela existen un gran número de aves, que desde mitad del siglo XX han sido de interés para grandes investigadores como MCNish. T. (2006), en su libro Las aves de los llanos Orientales, en el cual realiza una clasificación de las aves en ambos países. Unas de las aves más comunes en los alrededores de la ciudad son las garzas.

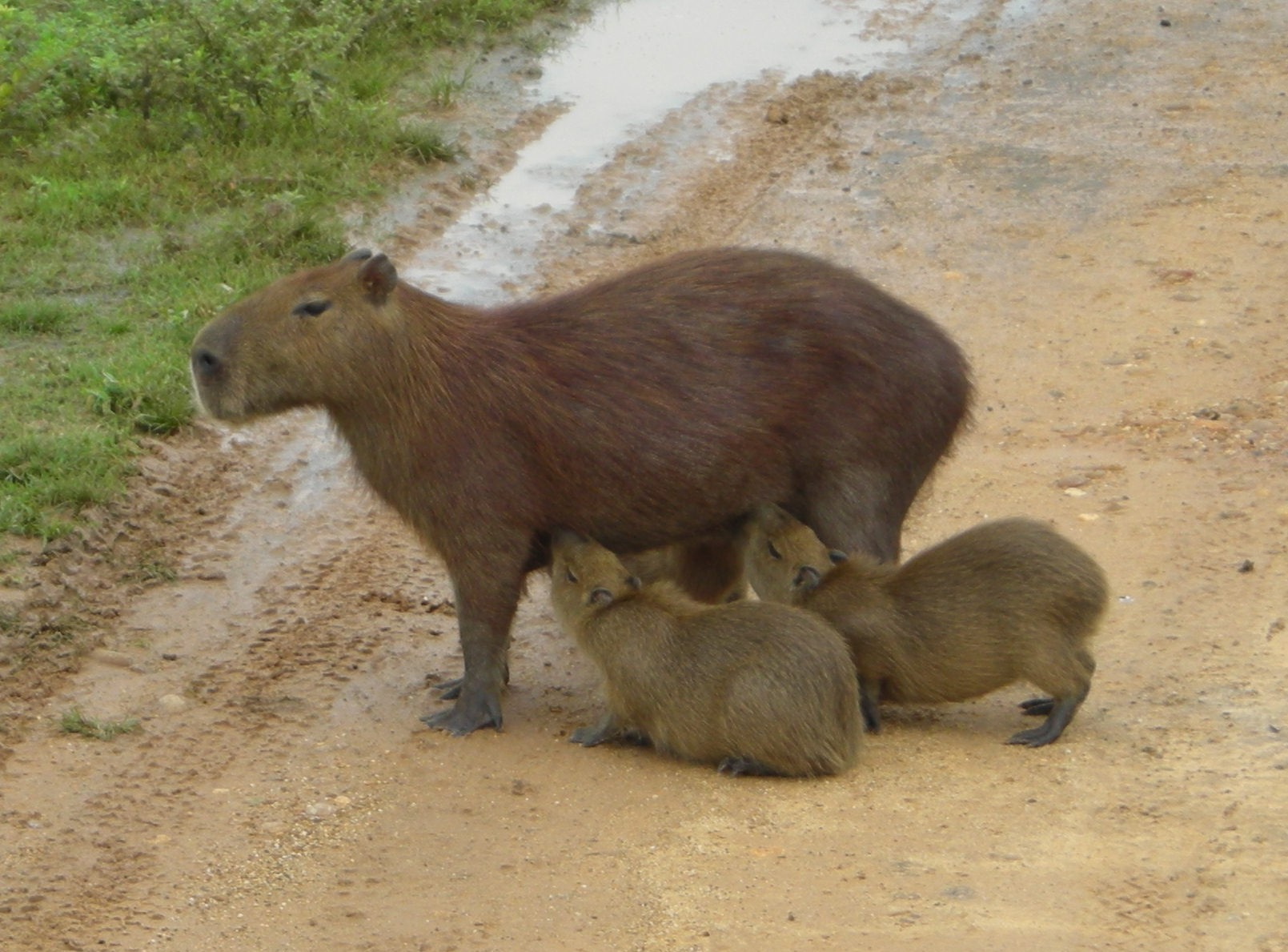
Chigüira amamantando a sus crías.

Otro de los muchos animales que se pueden encontrar en la región es el chigüiro, el cual es el roedor más grande del mundo.
Tradicionalmente por su cultura ganadera el caballo es un animal representativo de las fincas de la sabana.

### Clima
| Parámetros climáticos promedio de Arauca                            | Parámetros climáticos promedio de Arauca | Parámetros climáticos promedio de Arauca | Parámetros climáticos promedio de Arauca | Parámetros climáticos promedio de Arauca | Parámetros climáticos promedio de Arauca | Parámetros climáticos promedio de Arauca | Parámetros climáticos promedio de Arauca | Parámetros climáticos promedio de Arauca | Parámetros climáticos promedio de Arauca | Parámetros climáticos promedio de Arauca | Parámetros climáticos promedio de Arauca | Parámetros climáticos promedio de Arauca | Parámetros climáticos promedio de Arauca |
| Mes                                                                 | Ene.                                     | Feb.                                     | Mar.                                     | Abr.                                     | May.                                     | Jun.                                     | Jul.                                     | Ago.                                     | Sep.                                     | Oct.                                     | Nov.                                     | Dic.                                     | Anual                                    |
| ------------------------------------------------------------------- | ---------------------------------------- | ---------------------------------------- | ---------------------------------------- | ---------------------------------------- | ---------------------------------------- | ---------------------------------------- | ---------------------------------------- | ---------------------------------------- | ---------------------------------------- | ---------------------------------------- | ---------------------------------------- | ---------------------------------------- | ---------------------------------------- |
| Temp. máx. abs. (°C)                                                | 36.8                                     | 38.4                                     | 39.2                                     | 39.3                                     | 38.4                                     | 36.6                                     | 34.6                                     | 35.4                                     | 36.4                                     | 36.3                                     | 36.4                                     | 35.8                                     | 39.3                                     |
| Temp. máx. media (°C)                                               | 32.7                                     | 34.2                                     | 34.4                                     | 33.3                                     | 30.5                                     | 29.9                                     | 29.4                                     | 30.3                                     | 31.2                                     | 31.6                                     | 31.4                                     | 31.4                                     | 31.7                                     |
| Temp. media (°C)                                                    | 27.2                                     | 28.3                                     | 28.6                                     | 27.6                                     | 26.4                                     | 25.8                                     | 25.5                                     | 25.9                                     | 26.3                                     | 26.6                                     | 26.8                                     | 26.7                                     | 26.8                                     |
| Temp. mín. media (°C)                                               | 20.1                                     | 20.5                                     | 21.4                                     | 22.3                                     | 22.3                                     | 22.1                                     | 22.1                                     | 22.1                                     | 22.2                                     | 22.2                                     | 22.2                                     | 21.3                                     | 21.7                                     |
| Temp. mín. abs. (°C)                                                | 15.4                                     | 15.2                                     | 16.3                                     | 17.3                                     | 18.0                                     | 17.5                                     | 18.0                                     | 17.6                                     | 18.0                                     | 18.0                                     | 18.0                                     | 18.0                                     | 15.2                                     |
| Precipitación total (mm)                                            | 13.0                                     | 12.0                                     | 39.7                                     | 130.9                                    | 224.1                                    | 313.7                                    | 304.7                                    | 234.2                                    | 204.3                                    | 186.7                                    | 110.1                                    | 24.6                                     | 1798                                     |
| Días de precipitaciones (≥ 1 mm)                                    | 1                                        | 2                                        | 4                                        | 11                                       | 16                                       | 21                                       | 20                                       | 19                                       | 14                                       | 13                                       | 9                                        | 4                                        | 134                                      |
| Horas de sol                                                        | 270.2                                    | 223.8                                    | 208.6                                    | 155.1                                    | 152.8                                    | 133.4                                    | 140.5                                    | 153.7                                    | 178.7                                    | 194.0                                    | 205.5                                    | 243.2                                    | 2259.5                                   |
| Fuente: Instituto de Hidrología Meteorología y Estudios Ambientales |                                          |                                          |                                          |                                          |                                          |                                          |                                          |                                          |                                          |                                          |                                          |                                          |                                          |

## Hoteles
Arauca cuenta con una gran cantidad de hoteles, la mayoría de ellos creados en la década de los 90 con el fin de servir a la creciente industria petrolera. Sin embargo, en los últimos años se ha dado un interés por parte de grandes cadenas hoteleras nacionales que buscan establecerse en la ciudad.
- Hotel Punta Arena
- Hotel Verano Plaza
- Hotel Sanbara
- Hotel Quinta del Sol
- Hotel Nova Park
- Hotel Arauca Capital
- Hotel Santa Barbara
- Hotel Capri
- Hotel Panorama

## Sitios de interés público
- Casa Museo Miguel Matus Caile
- Puente José Antonio Páez
- Plaza de Ferias
- Aeropuerto Santiago Pérez Quiroz
- Academia de Historia de Arauca
- Casa de la Cultura y Bellas Artes
- Laguna Piquetierra
- Complejo Petrolero de Caño Limón
- Biblioteca Raúl Loyo Rojas
- Monumento al Coleo
- Monumento a la música llanera

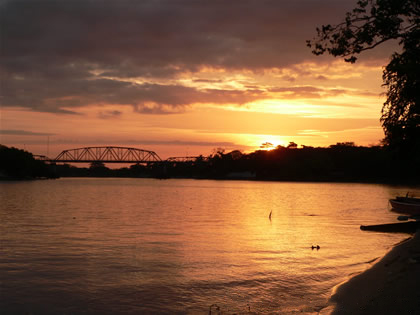
Atardecer sobre el río Arauca.

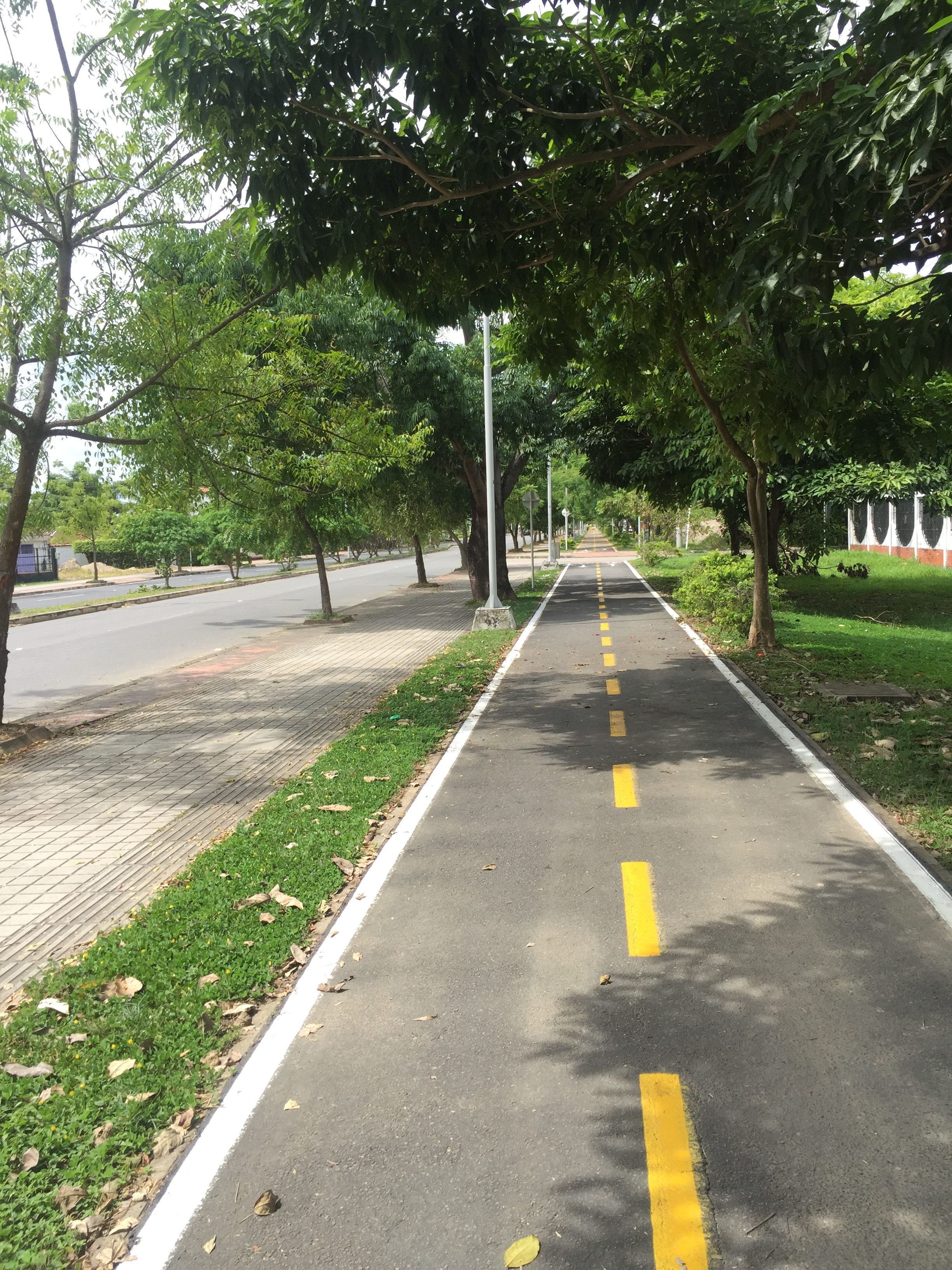
Ciclo ruta en la Avenida Juan Isidro Daboín

- Placa Conmemorativa del 16 de julio de 1816

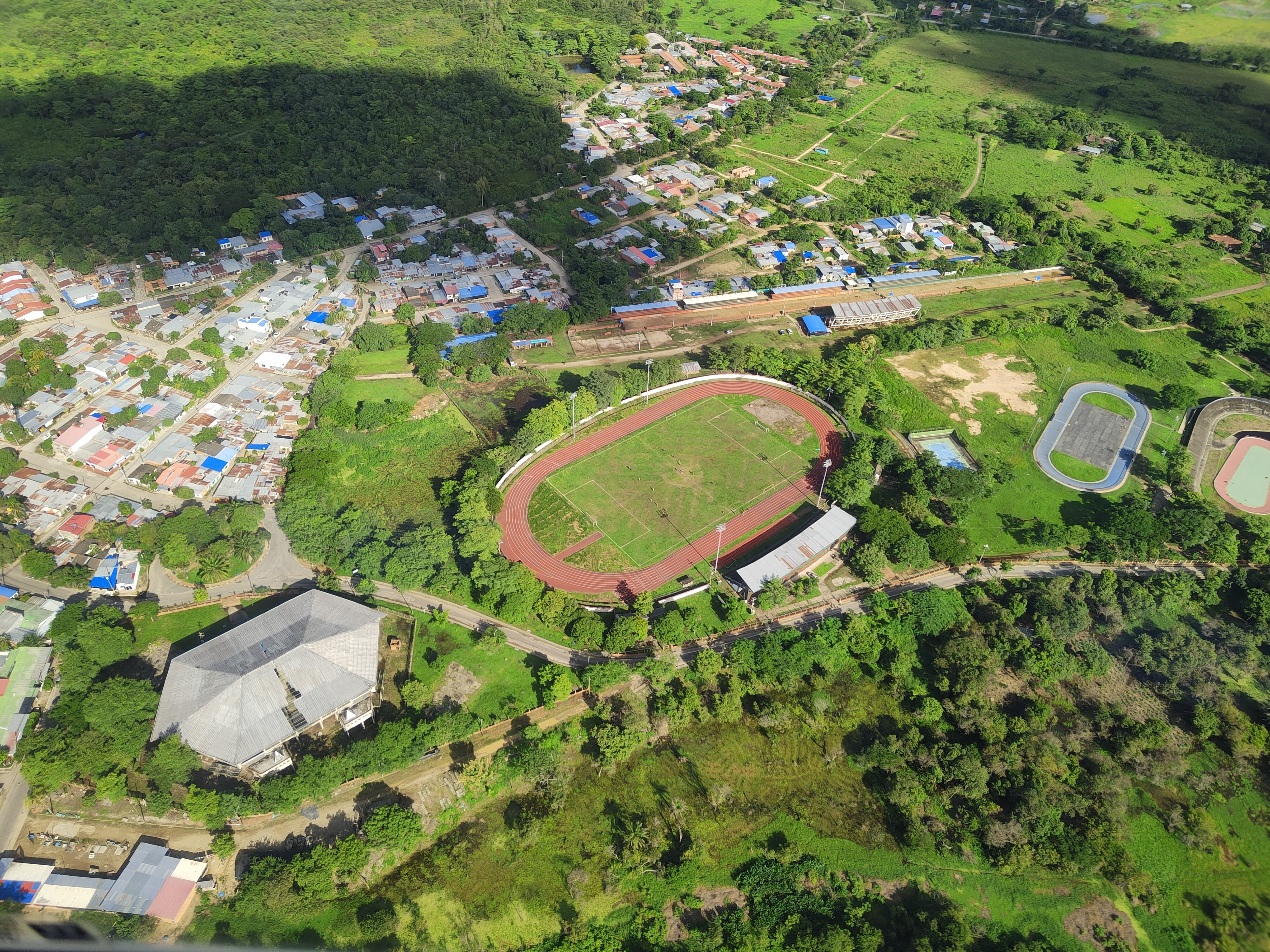
Complejo deportivo, ubicado en el barrio fundadores

- Monumento al Hombre Llanero
- Museo al Hombre Llanero
- El Malecón Ecoturístico
- Avenida Juan Isidro Daboin
- Complejo deportivo
- Avenida Juan Farfan[11]

## Festivales
Arauca celebra el Festival Araucano de la Frontera y Torneo Internacional del Joropo, el torneo internacional de coleo y el reinado internacional de belleza, donde participan mujeres de Colombia y Venezuela. Las fiestas tienen su espacio de celebración del 4 al 8 de diciembre, y son festejadas desde 1965; hoy en día se acondicionan varios escenarios para la realización de las fiestas durante sus cinco días. en 2015 se celebraron las bodas de oro del inicio de las fiestas, en donde los turistas pudieron presenciar los cantos recios al lado del arpa, cuatro y maracas, deportes auténticos de la región como el coleo, y la gastronomía, que incluye la mamona o carne asada. Estas fiestas son unas de las más auténticas de la región de los llanos de Colombia y Venezuela.

## Educación superior
La Sede Arauca de la Universidad Nacional de Colombia, creada en 1996, se ha transformado en un centro de educación superior que ofrece programas de pregrado y posgrado, fomenta la investigación y la extensión. Actualmente, cuenta con 6 programas de educación superior: Enfermería, trabajo social, ingeniería industrial, ingeniería administrativa, lingüística y ciencias de la computación, que se culminan en su totalidad en la ciudad de Arauca, a través del programa PAET (Programa de Admisión con Enfoque Territorial). Además continúan con el programa PEAMA, que ofrece carreras como, medicina, ingeniería química, ingeniería biológica, ingeniería mecánica, ingeniería civil, física e ingeniería física, matemáticas, ingeniería de sistemas, estadística, ingeniería de petróleos, geología entre otras. Siendo 73 programas de pregrado que se estudian en las sedes Andinas, de la universidad nacional de Colombia. Unal Orinoquía

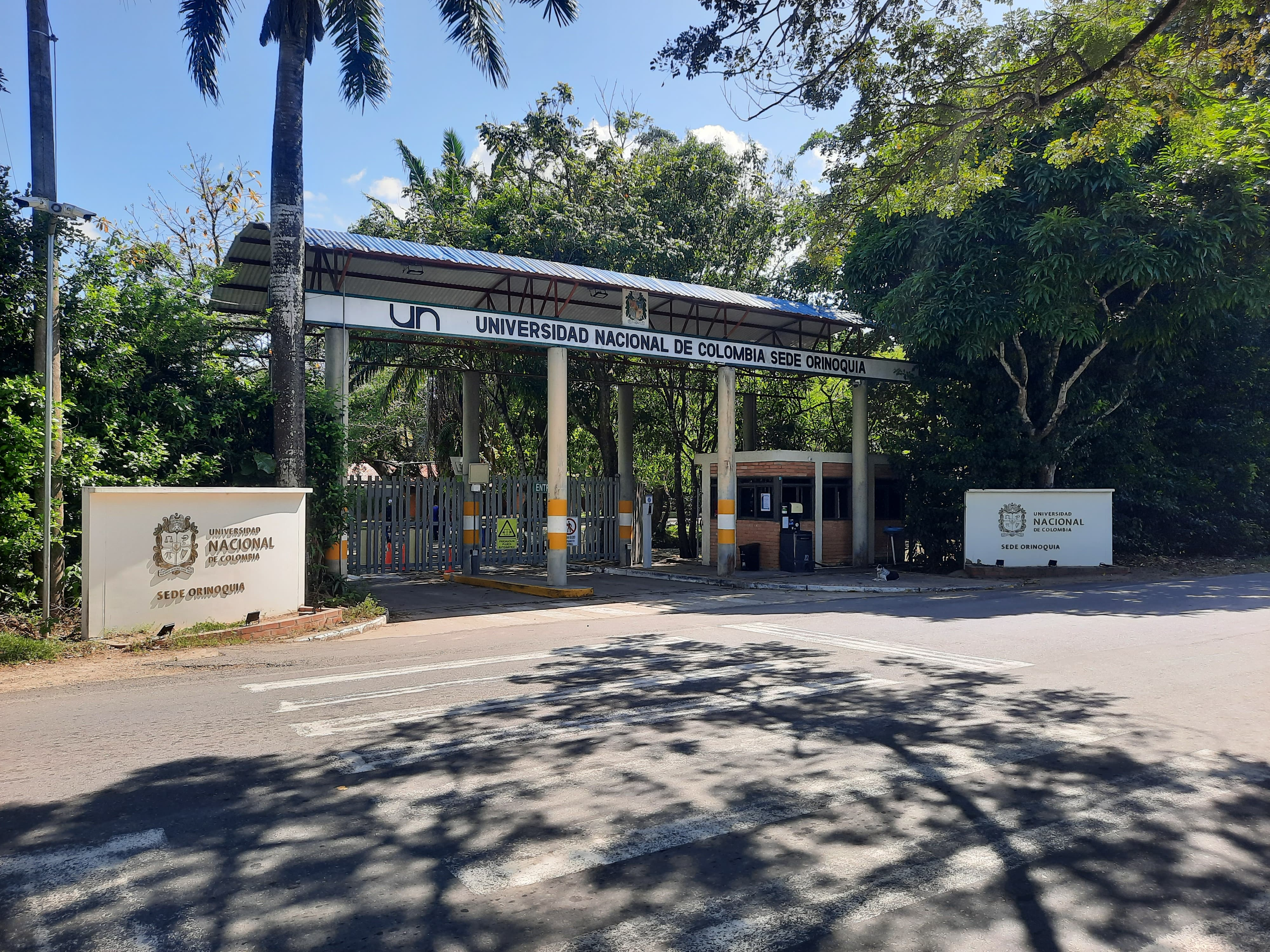
Unal Orinoquia

## Servicios

### Comunicaciones
- Radio

En la ciudad están establecidas más de 10 estaciones de radio AM y FM, tanto de cobertura local como nacional, de las cuales la mayoría pertenecen a las cadenas radiales RCN Radio y Caracol Radio, aunque hay otras emisoras independientes de gran sintonía como Kapital Stereo, Meridiano 70, Arauca Stereo y Normal Stereo. La Policía Nacional también tiene su propia emisora.
- Prensa

En Arauca circulan los diarios El Mirador y Panorama. En el ámbito de tecnología lideran los medios Portal Araucano y Llanera, teniendo a los araucanos actualizados las 24 horas.
Medios digitales: Sa han creado nuevos medios de comunicación digitales como Arauca 24/7, que funciona exclusivamente por internet.

## Estructura organizacional municipal
| Arauca       | Arauca      | Arauca                     |
| Departamento | Código DANE | Categoría municipal (2023) |
| ------------ | ----------- | -------------------------- |
| Arauca       | 81001       | Cuarta                     |

- Personería: Es un centro del Ministerio Público de Colombia que ejerce, vigila y hace control sobre la gestión de las alcaldías y entes descentralizados; velan por la promoción y protección de los derechos humanos; vigilan el debido proceso, la conservación del medio ambiente, el patrimonio público y la prestación eficiente de los servicios públicos, garantizando a la ciudadanía la defensa de sus derechos e intereses.

El actual Personero municipal es Alexander Rivera Andrade (2020-2027).
- Concejo Municipal: Es la suprema autoridad política del municipio. En materia administrativa sus atribuciones son de carácter normativo. También le corresponde vigilar y hacer control político a la administración municipal. Se regulan por los reglamentos internos de la corporación en el marco de la Constitución Política Colombiana (artículo 313) y las leyes, en especial la Ley 136 de 1994 y la Ley 1551 de 2012.

Constituido por 15 concejales por un periodo de 4 años.
- Alcaldía Municipal: En esta se encuentra la administración municipal y las entidades descentralizadas del municipio.

El alcalde se pronuncia mediante decretos y se desempeña como representante legal, judicial y extrajudicial del municipio. El actual alcalde municipal es Juan Quenza Ramos (2024-2027), elegido por voto popular.
- JAL.